# Boomerang (Paesi Bassi)

## Storia
Il canale è stato lanciato il 2 settembre 2015 come feed localizzato della sua omonima controparte statunitense grazie al rebranding mondiale che il marchio ha subito. Trasmetteva originariamente  franchise come Scooby-Doo, Tom & Jerry e Looney Tunes ed altri.
Il 1º luglio 2017, Boomerang è stato assorbito dalla sua omonima controparte europea centro-orientale, esattamente come sarebbe successo alla sua omonima controparte tedesca poco più di un anno dopo.

## Loghi

2015 - 2017